# Oscar Cox
Oscar Alfredo Cox (ur. 20 stycznia 1880 w Rio de Janeiro, zm. 6 października 1931 w Clermont-Ferrand) – brazylijski piłkarz i działacz piłkarski brytyjskiego pochodzenia, założyciel i pierwszy prezydent Fluminense FC. Jeden z pionierów brazylijskiego futbolu. W czasie kariery piłkarskiej występował na pozycji pomocnika.

## Życiorys
Oscar Cox urodził się w Rio de Janeiro w rodzinie brytyjskich emigrantów – George'a Emmanuela Coxa i Minerviny Dutry Cox. Jego ojciec założył dwa kluby krykietowe w Rio de Janeiro – Paysandu Cricket Club w 1872 i Rio Cricket & Athletic Association' w 1897 roku. Cox został wysłany na studia do Lozanny. W Szwajcarii zetknął się z piłką nożną, którą zaczął uprawiać.
Po powrocie do Brazylii w 1897 roku Cox bezskutecznie próbował zorganizować mecz piłkarski w Rio. Dopiero za drugim razem Cox wraz z przyjaciółmi 22 września 1901 zorganizował pierwsze w historii mecze piłkarskie w Rio de Janeiro. Przeciwnikiem była drużyna piłkarzy z São Paulo dowodzona przez ojca brazylijskiego futbolu - Charlesa Millera. Oba premierowe mecze zakończyły się remisami.
21 lipca 1902 roku Oscar Cox założył jeden z najpopularniejszych klubów w Brazylii Fluminense FC. Został również prezydentem klubu. Funkcję tę pełnił od 21 lipca 1902 do 31 grudnia 1904. 19 października 1902 na stadionie Rua Paysandu Fluminense rozegrało swój pierwszy, historyczny mecz. Przeciwnikiem było Rio Football Club. Fluminense (z Coxem w składzie) pokonało Rio FC 8-0. Cox wygrał z Fluminense trzy pierwsze edycje mistrzostw stanu Rio de Janeiro – Campeonato Carioca w 1906, 1907 i 1908 roku.
W 1910 roku Cox opuścił Brazylię i wyjechał do Londynu. Zmarł 6 października 1931 we Francji. Zgodnie ze swoją wolą został pochowany w Rio de Janeiro 21 października 1931.
W piłkę nożną grali również bracia Coxa. Jeden z nich, Edwin, był jednym z najlepszych piłkarzy Fluminense w pierwszej i na początku drugiej dekady XX wieku. W 1908 i 1910 roku wystąpił w meczach nieoficjalnej reprezentacji Brazylii.